# Polnisch-Sowjetischer Krieg

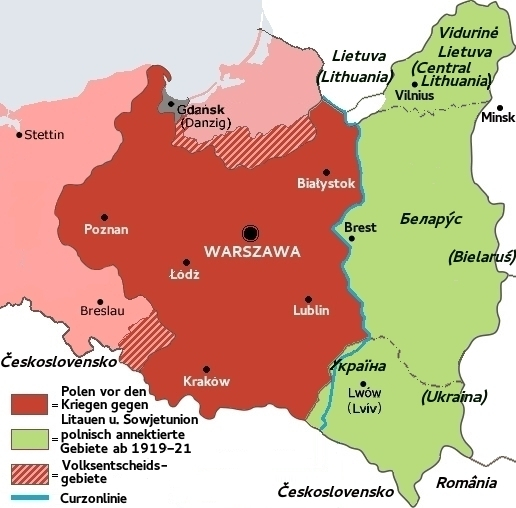
Curzon-Linie und polnische Landgewinne durch Krieg und Verträge 1919–22

Im Polnisch-Sowjetischen Krieg (russisch Советско-польская война/ Transkription: Sowetsko-polskaja woina, ukrainisch Польсько-радянська війна Polsko-radjanska wijna), auch Polnisch-Bolschewistischer Krieg genannt (polnisch Wojna polsko-bolszewicka), von 1919 bis 1921 versuchte einerseits das 1918 wiedererrichtete Polen, im Osten den historischen Grenzverlauf von 1772 wiederherzustellen und eine osteuropäische Konföderation (→ Międzymorze) unter polnischer Führung zu schaffen. Das sich noch im Bürgerkrieg befindende Sowjetrussland war andererseits bestrebt, seinen Einflussbereich in den Westen auszudehnen. In der Ukraine wurde Polen von nationalistischen Kräften unterstützt, die zuvor von den Bolschewiki von der Macht vertrieben worden waren.
Die anfänglichen Erfolge der polnischen Truppen unter Marschall Piłsudski und der sie unterstützenden ausländischen Militärverbände, die weite Landstriche der Ukraine einschließlich der Hauptstadt Kiew besetzen konnten, wurden durch die sowjetische Rote Armee nach einiger Zeit zunichtegemacht: Sie warf die polnische Armee so weit in das Landesinnere Polens zurück, dass eine Besetzung des Landes drohte. In der Schlacht von Warschau konnte die polnische Armee das Blatt wiederum wenden. Sie warf in den nachfolgenden Kampagnen die sowjetische Armee bis in die Ukraine zurück und eroberte im Polnisch-Litauischen Krieg im Oktober 1920 das Gebiet um die litauische Hauptstadt Vilnius (polnisch Wilno).
Im Vertrag von Riga, der am 18. März 1921 unterzeichnet wurde, vereinbarten Sowjetrussland, die Sowjetukraine und die Republik Polen die Akzeptanz des Waffenstillstands des Vorjahres und den Grenzverlauf zwischen der Sowjetunion und dem wieder entstandenen polnischen Staat sowie u. a. Ausgleichszahlungen. Die polnisch-sowjetische Grenze verlief nun stellenweise bis zu 250 km östlich der Linie, die 1919 eine Kommission als die Ostgrenze des wieder erstandenen Polens vorgeschlagen hatte („Curzon-Linie“). Das Übereinkommen war die zweite vertragliche „Gebietsamputation“ ethnisch nichtrussischen Territoriums nach der Oktoberrevolution, das vom Zarenreich Russland vorher als integraler Bestandteil seines eigenen Staatsgebietes betrachtet worden war.

## Ursachen
Russland, infolge der Oktoberrevolution aus dem Ersten Weltkrieg ausgeschieden, nahm an den Pariser Verhandlungen über die Nachkriegsordnung nicht teil, weshalb dort eine Grenzregelung zwischen der neu gegründeten Republik Polen und dem nunmehr von den kommunistischen Bolschewiki geführten Sowjetrussland nicht getroffen wurde.
Das im Bürgerkrieg befindliche Russland der Bolschewiki war bestrebt, seine Einflusssphäre in den Westen zu verschieben und eine proletarische Revolution in Deutschland auszulösen.
Polen wiederum versuchte, seine wiedergewonnene Unabhängigkeit zu erhalten bzw. die eigene Machtposition an seiner Ostflanke zu stärken. Über die angestrebte Grenze zu Sowjetrussland gab es in der polnischen Politik keine Einigkeit. Marschall Piłsudski, der die polnischen Streitkräfte kommandierte, strebte eine möglichst weit nach Osten reichende Einflusssphäre in Form einer osteuropäischen Konföderation unter polnischer Führung an. Als Bezug diente dabei der Verlauf der Ostgrenze Polen-Litauens am Vorabend der Teilungen Polens (1772).
Eine vollständige Unabhängigkeit der Ukraine und Belarus, die von diesen teilweise angestrebt wurde, war sowohl gemäß polnischen als auch russischen Kriegszielen ausgeschlossen. In der Ukraine wurde Polen dennoch von nationalen Kräften unterstützt, die zuvor von den Bolschewiki abgesetzt worden waren.
Unklar und umstritten sind der genaue Zeitpunkt des Beginns sowie der Auslöser des Krieges. Manche Autoren bezeichnen den polnischen Angriff auf Kiew (25. April bis 8. Mai 1920) als Beginn des Krieges. Andere siedeln den Kriegsbeginn im Jahre 1919 an. Da dem Krieg ein schwelender Grenzkonflikt voranging, haben beide Ansichten ihre Berechtigung. Umstritten ist auch, ob man das Ende des Krieges auf den Waffenstillstand am 18. Oktober 1920 oder auf den Friedensschluss von Riga am 18. März 1921 datieren soll.
Durch die polnisch-ukrainische Allianz vom April 1920 nach dem Polnisch-Ukrainischen Krieg wurde das Gewicht der Beteiligten während des Kriegsverlaufs verschoben.

## Benennungen und Definitionen
Der Krieg selbst hat mehrere Bezeichnungen, von denen „Polnisch-Sowjetischer Krieg“ die gebräuchlichste ist. Dabei bezieht sich das Attribut „sowjetisch“ nicht auf die erst im Dezember 1922 gegründete Sowjetunion, sondern auf die bereits seit 1917 bestehende Russische Sozialistische Föderative Sowjetrepublik. Daneben wird auch vom „Polnisch-Russischen“ oder „Russisch-Polnischen Krieg“ gesprochen. Dies ist jedoch nicht eindeutig, da es zahlreiche Kriege und kleinere bewaffnete Konflikte zwischen Polen und Russland gab. In polnischen Quellen wird meist vom „Polnisch-Bolschewistischen Krieg“ (wojna polsko-bolszewicka) oder vom „Bolschewistischen Krieg“ (wojna bolszewicka) gesprochen. Außerdem existiert die Bezeichnung „Krieg von 1920“ (polnisch Wojna 1920 roku).
Das offizielle Geschichtsbild der Sowjetunion sah den Krieg als Teil der ausländischen Interventionen während des Russischen Bürgerkriegs zwischen den bürgerlichen „Weißen“ und den bolschewistischen „Roten“, der seit der Revolution im Gange war. Der Versuch des nicht-kommunistischen Polens, die Unabhängigkeit von (Sowjet-)Russland zu erreichen bzw. zu erhalten, wurde als Parteinahme für die „weiße“ Seite und als Versuch, die Ausbreitung der proletarischen Revolution nach Westen zu blockieren, verstanden. Dabei kam zum Tragen, dass die polnische Minderheit in den Grenzgebieten meist dem wohlhabenden Landadel oder dem Bürgertum angehörte. Daher wird der Krieg in sowjetischen Quellen auch als „Krieg gegen Weiß-Polen“ bezeichnet. In der Volksrepublik Polen folgte die offizielle Geschichtsschreibung ebenfalls dieser Linie. Der Krieg wurde weitgehend aus dem offiziellen Geschichtsbild ausgeklammert und, soweit überhaupt, als bewaffnete Aktion bürgerlicher Kreise dargestellt, die nicht im Interesse und mit Rückendeckung des polnischen Volkes gehandelt hätten.

## Ausgangslage

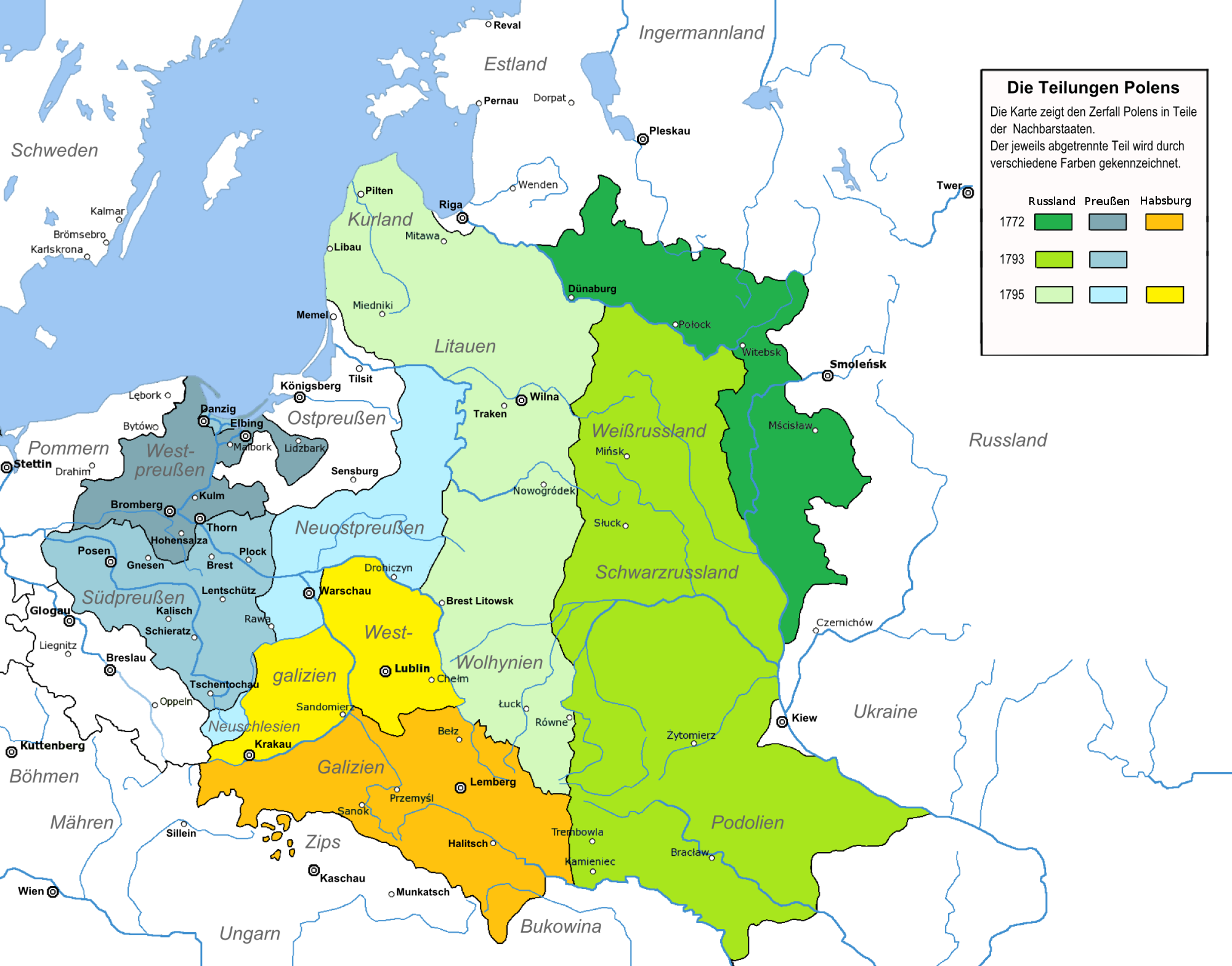
Polen in den Grenzen von 1771 und die Teilungen der I. Republik in den Jahren 1772, 1793 und 1795

Der Erste Weltkrieg hatte die politische Landkarte des östlichen Mitteleuropas und Osteuropas grundlegend verändert. Der Zerfall des Russischen Reiches im Zuge der Niederlage in der Oktoberrevolution und der Untergang Österreich-Ungarns ließen Raum für neue Nationalstaaten. Neben Finnland, Estland, Lettland, Litauen und der Tschechoslowakei machte auch Polen erfolgreich den Schritt zur Eigenstaatlichkeit. Nach den Teilungen Polens 1772, 1793 und 1795 war ein polnischer Staat zunächst nicht mehr existent. Allerdings lebten in den Gebieten, die bis 1772 zu Polen gehört hatten, neben Polen ohnehin eine Reihe von anderen Ethnien (Belarussen, Ukrainer, Kaschuben, Deutsche etc.). Die Polen hatten sich stets eine kulturelle Eigenständigkeit bewahrt, das Problem der Grenzen Polens trat aber mit den neuen oder wiederauflebenden Nationalstaaten unmittelbar zutage. Dies hatte sich schon während des Weltkrieges manifestiert. Das Deutsche Reich hatte versucht, durch die Einrichtung eines pro forma unabhängigen Königreichs Polen diese Tendenzen für sich zu nutzen. Nach dem Waffenstillstand an der Westfront erklärte sich Polen am 11. November 1918 unabhängig. Unter anderem auf Druck der Ententemächte wurde der Status Polens in den Pariser Vorortverträgen als unabhängiger Nationalstaat von Österreich 1918 und von der Weimarer Republik 1919 anerkannt. Die westlichen Verbündeten legten mit der Curzon-Linie einen provisorischen Grenzverlauf fest, der es zwar vermied, eine Reihe von nichtpolnischen Ethnien unter polnische Herrschaft zu stellen, seinerseits aber wiederum viele Polen von ihrem Nationalstaat ausschloss. Polen selbst befand sich, bedingt durch die Auswirkungen des Ersten Weltkrieges, in einer ökonomischen Krise. Hilfe erhielt es von einer amerikanischen Hilfsmission unter Herbert Hoover. Die Wiedererrichtung des polnischen Staates war bis zum Kriegsende nicht abgeschlossen. Zwar gab es z. B. schon eine neue stabile Währung, aber die neue Verwaltung hatte sich noch nicht überall durchgesetzt. Das Militär sollte sich in den kommenden Jahren als das leistungsfähigste Instrument der Politik des polnischen Staates erweisen.
Die Bolschewiki betrachteten Polen als einen von der Entente gesteuerten Staat und sahen in ihm die Brücke nach Europa, auf der die Revolution nach Westen getragen werden sollte. Insgesamt überwog in Russland die Auffassung, dass die unabhängig gewordenen Staaten Ostmittel- und Osteuropas rebellierende russische Provinzen seien, so dass auch die Gegner der Bolschewiki im Bürgerkrieg, die Weißgardisten, Polen und den übrigen Staaten dieser Region die Souveränität absprachen und nach einer Wiederherstellung Russlands in den Grenzen des Zarenreichs strebten. Russland befand sich zu dieser Zeit im Bürgerkrieg. Die Weißen Armeen versuchten die Bolschewiki von ihrer Machtposition zu verdrängen und den russisch dominierten Vielvölkerstaat wiederherzustellen. Das Land selbst wurde von wirtschaftlichem Verfall und Versorgungsproblemen heimgesucht. Die Verluste unter der Bevölkerung durch Kämpfe und Krankheiten werden auf bis zu acht Millionen beziffert.

## Kriegsziele

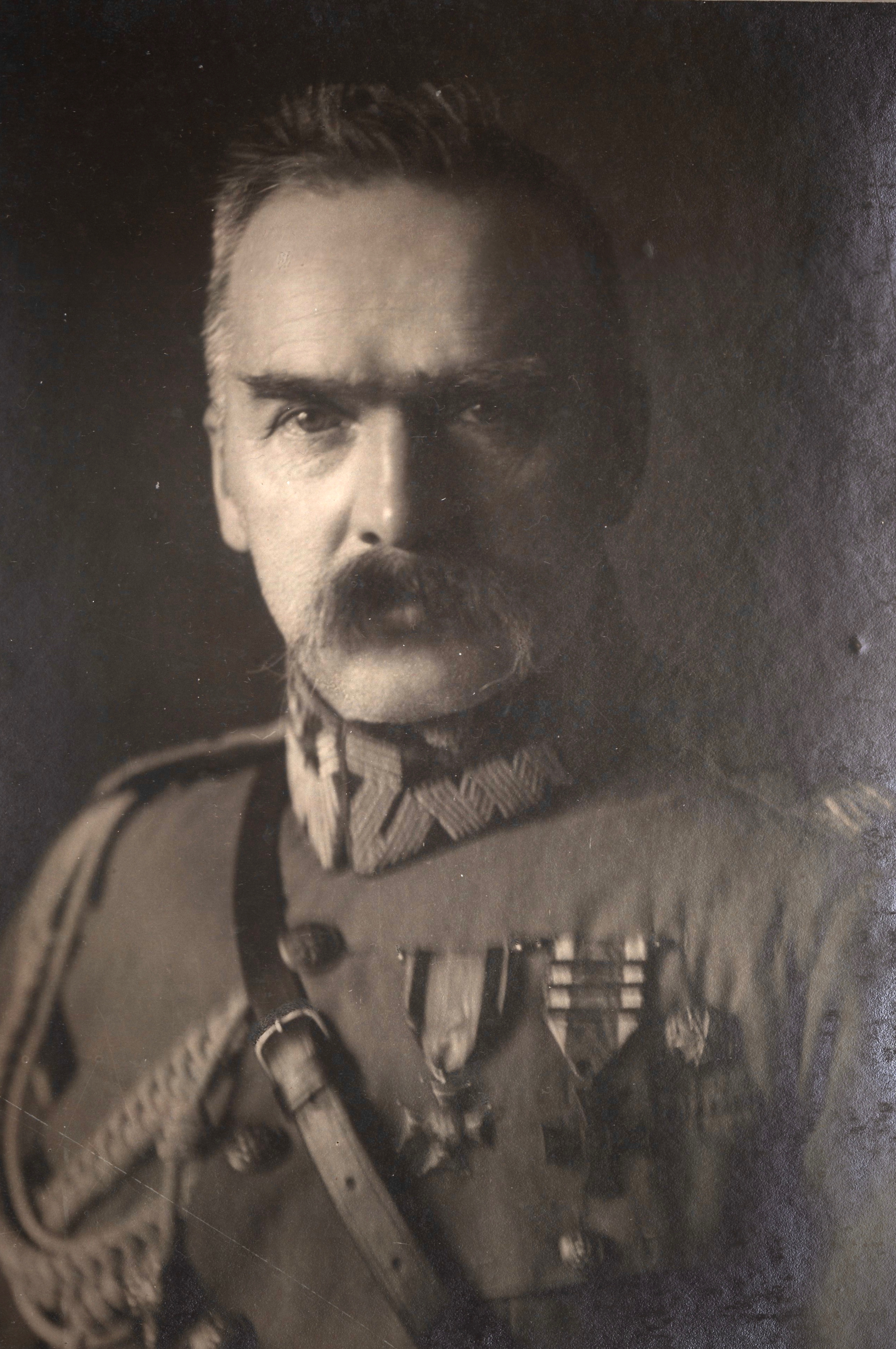
Marschall Józef Piłsudski knüpfte mit seiner Politik an die Tradition von Polen-Litauen (I. Rzeczpospolita) mit Polen als Führungsmacht an.

Das Hauptmotiv der polnischen Führung, allen voran des Staatsoberhauptes Józef Piłsudski, war die Erlangung einer möglichst starken Position gegenüber jenen Staaten, die mehr als hundert Jahre zuvor an den polnischen Teilungen beteiligt waren – also Russland, Preußen und Österreich.
Dies führte nicht nur zu Auseinandersetzungen mit Russland, sondern beispielsweise auch in den Abstimmungsgebieten Schlesiens, wo sich deutsche Freikorps und polnische Nationalisten zeitweise (bis 1921) gegenüberstanden. Den größten Spielraum sah die polnische Führung im Osten. Einem möglichen Wiedererstarken Russlands, diesmal unter kommunistischer Führung, setzte Piłsudski die Idee einer von Polen dominierten Konföderation in Mittel- und Osteuropa entgegen. Als historisches Vorbild für das polnisch geführte „Zwischenmeerland“ (polnisch Międzymorze) diente hierfür die polnisch-litauische Realunion, die bis 1791 bestanden hatte. Der Staatenbund sollte Polen, die Ukraine, Belarus und Litauen umfassen. Der polnische Militärhistoriker Edmund Charaszkiewicz nannte diese Politik 1940, mit Bezug auf eine aus dem Russland des neunzehnten Jahrhunderts stammende Bewegung, Prometheismus. Dieser Politik stellten sich zwar einflussreiche polnische Politiker wie Roman Dmowski entgegen, da sie einen vergrößerten polnischen Nationalstaat anstrebten, Piłsudski konnte sich allerdings durchsetzen.
Die politischen Gedanken auf sowjetischer Seite waren maßgeblich vom Marxismus geprägt. Gemäß dieser Theorie würde die Revolution zuerst in den Industriestaaten Europas ausbrechen. Sie war allerdings in Russland als erste aufgetreten. Lenin folgerte daraus, dass die Weltrevolution von Russland aus auf Europa übergreifen würde, und er glaubte, dass Russland als einziger sozialistischer Staat nicht bestehen könne. Somit sah er den Export der Revolution nicht nur als Option, sondern auch als Notwendigkeit seiner Politik an. Die bestehende Instabilität in Deutschland förderte diese Ansicht. Die junge deutsche Republik erlebte bis 1920 drei Putschversuche von rechts, vier Generalstreiks und fünf Regierungschefs. Des Weiteren wurde das Reich durch separatistische Bestrebungen, gefördert durch die harten Bedingungen des Versailler Vertrages, weiter unter Druck gesetzt. Bürgerkriegsähnliche Auseinandersetzungen im Jahre 1919, die durch den Einsatz von Freikorps niedergeschlagen wurden, bestärkten die Bolschewiki in ihrem Glauben an einen bevorstehenden revolutionären Umbruch auch in anderen Teilen Europas. Zwar waren Versuche, 1918 den deutschen Kommunisten Hilfe zu schicken, fehlgeschlagen, doch erhofften sich einige Kommunisten von einem Vormarsch der Roten Armee eine Stärkung ihrer Position innerhalb Deutschlands. Durch die Erfahrungen des Bürgerkrieges lernte die kommunistische Partei ihre politischen Ziele durch militärische Methoden durchzusetzen. Dies sollte ein Leitmotiv des russischen Handelns in der Eskalation zum Krieg mit Polen werden.
Generell sah sich die sowjetische Führung isoliert und im Bürgerkrieg, zuerst durch eine Intervention der Mittelmächte, dann durch das Eingreifen der Entente, von Feinden umgeben. Ihr militärisches Vorgehen gegen die Unabhängigkeitsbestrebungen in den baltischen Staaten und der Ukraine hatte sie ebenso mit allen westlichen Nachbarstaaten in gewalttätige Grenzkonflikte gebracht. Als der Krieg zwischen Russland und Polen schließlich ausgebrochen war, wurde er von der russischen Führung auch als ideologische Auseinandersetzung präsentiert: „Im Westen wird das Schicksal der Weltrevolution entschieden. Über der Leiche Weißpolens verläuft die Straße zum Weltenbrand. Auf Bajonetten werden wir der arbeitenden Menschheit Frieden und Glück bringen.“ Diese Parole gab der Revolutionäre Militärrat Sowjetrusslands im Juli 1920 in einer Proklamation an Soldaten der Roten Armee aus.

## Verlauf 1918
Nach Beginn der Auseinandersetzungen 1918 erzielten die Polen zusammen mit den Truppen des Deutschen Kaiserreichs große Erfolge und besetzten weite Landstriche der Ukraine einschließlich Kiews.
Als die deutschen Soldaten unter der Führung von Max Hoffmann 1918 begannen, sich aus Mittel- und Osteuropa nach Westen zurückzuziehen, befahl Lenin der West-Armee der Roten Armee, nach Westen vorzudringen. Das Hauptanliegen dieser Operation war, durch Mittel- und Osteuropa zu ziehen, in den unabhängig gewordenen Staaten sowjetische Regierungen zu installieren und die kommunistischen Revolutionen in Deutschland und Österreich-Ungarn zu unterstützen.
Polen kämpfte gegen die Tschechoslowakei um Teschen, gegen Deutschland um Posen (→ Großpolnischer Aufstand) und gegen die Ukraine um Galizien (→ Polnisch-Ukrainischer Krieg).
Seit Ende der Besetzung mit Kriegsende 1918 entwickelten sich Grenzkonflikte zwischen vielen unabhängig gewordenen Staaten Mittel- und Osteuropas: Rumänien kämpfte gegen Ungarn um Siebenbürgen, Jugoslawien gegen Italien um Rijeka; Ukrainer, Belarussen, Litauer, Esten und Letten bekämpften sich gegenseitig und/oder die Russen. Winston Churchill kommentierte bissig: „Der Krieg der Giganten ist zu Ende, der Hader der Pygmäen hat begonnen.“

## Verlauf 1919

Frontverlauf Februar 1919 und Oktober 1919

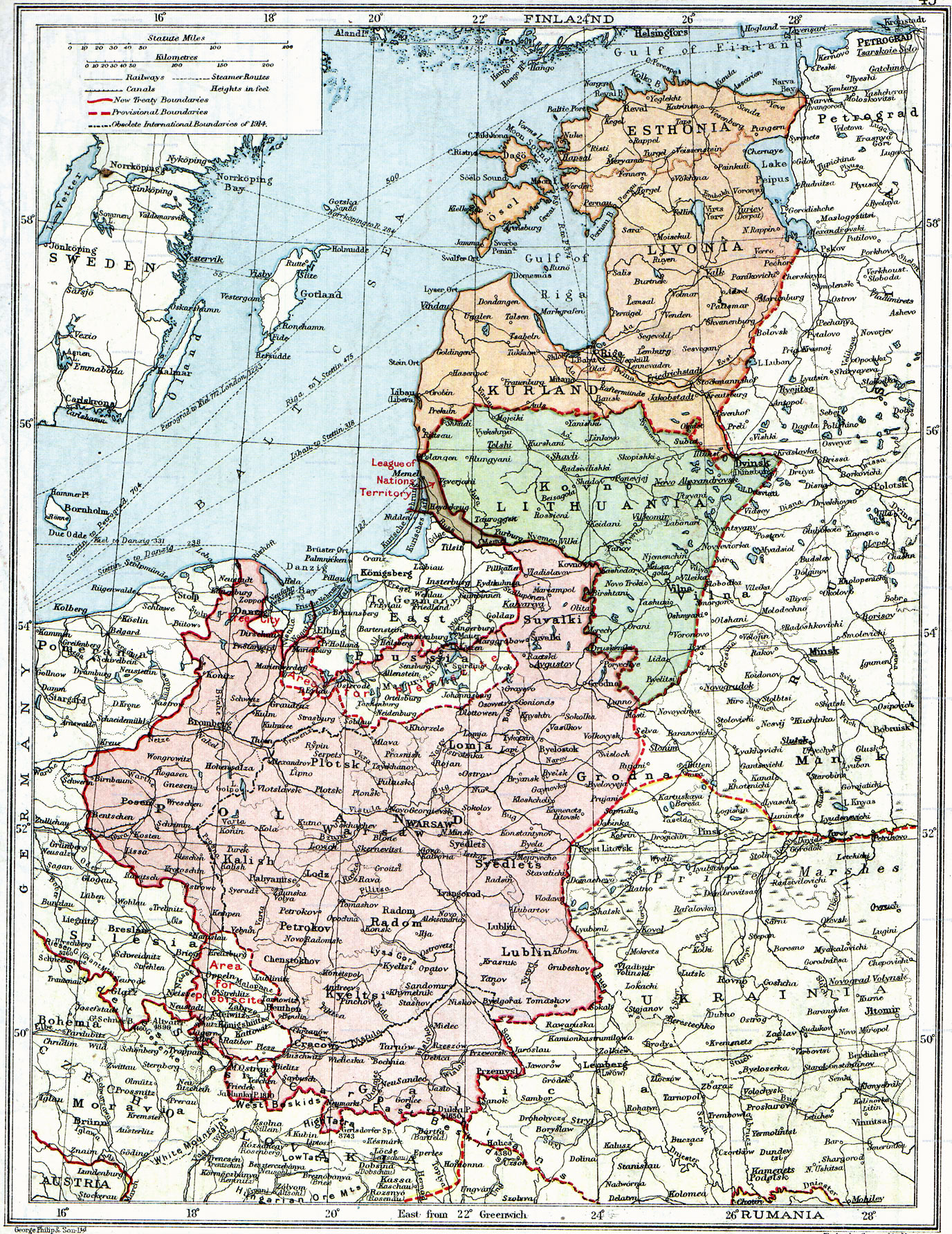
Zeitgenössische Karte von 1920. Die späteren Ostgrenzen sowohl Polens als auch der drei baltischen Staaten sind noch nicht festgelegt.

Vom März 1919 an berichteten polnische Nachrichtendienstquellen über sowjetische Pläne zu einer Offensive. Das polnische Oberkommando zog daher eine Präventivoffensive in Betracht. Der Plan für die Kiewer Operation sah die Zerschlagung der Roten Armee an Polens rechter Flanke vor. Das politische Ziel der Offensive war die Einsetzung einer pro-polnischen Regierung unter Symon Petljura in Kiew, der Hauptstadt der Ukraine.
Im Februar 1919 trafen ungeplant polnische Truppen in Kompaniestärke und Vorauseinheiten der Roten Armee in Bjarosa aufeinander und lieferten sich ein Gefecht. Beide Seiten waren zuvor gegen die ukrainischen Nationalisten unter Petljura vorgegangen.
Die Rote Armee begann im März eine erfolgreiche Offensive auf Wilna und Grodno, formell zu Litauen gehörig, aber ethnisch damals mehrheitlich polnisch. Gleichzeitig griffen die Polen entlang der Memel an und nahmen in Belarus die Kleinstädte Pinsk und Lida ein. Soldaten polnischer Herkunft hatten im vergangenen Weltkrieg teils auf Seiten des deutschen Kaisers und teils auf Seiten des russischen Zaren gekämpft. Eine Mission französischer Offiziere unterstützte Polen bei der Ausbildung seiner Truppen. Während die sowjetische Propaganda über den „bourgeoisen“ Charakter der polnischen Streitkräfte spottete, äußerten sich ranghohe Russen intern anders. Trotzki warnte das Zentralkomitee der KPdSU: „Gegen uns operiert zum ersten Mal eine reguläre Armee, die von guten Technikern geführt wird“. Durch diese Überlegenheit konnte die polnische Armee auch das zahlenmäßige Missverhältnis ausgleichen. Sie hatte 1919 230.000 Soldaten an ihrer Ostgrenze, während die Rote Armee insgesamt 2.300.000 Soldaten umfasste, von denen allerdings viele im Bürgerkrieg im eigenen Land gebunden waren. Die Situation der jungen Sowjetmacht, die in einem Mehrfrontenkrieg gebunden war und zudem unter Hungersnöten und Revolten litt, war dadurch schwierig.
Ein polnischer Vorstoß vertrieb die Bolschewiki am 19. April aus Wilna. Politisch bedeutete dies für die Polen enormen Gewinn, da dadurch auch die Hauptstadt der von Sowjetrussland installierten belarussisch-litauischen Republik in polnische Hand fiel. Der Vorstoß nach Osten ging weiter. Am 28. August setzten die Polen erstmals Panzer ein, um Babrujsk zu erobern. Damit waren sie bereits tief nach Belarus vorgedrungen. Im Oktober hielten die polnischen Truppen eine Front von Dünaburg im südlichen Lettland bis zur Desna in der nördlichen Ukraine.
Die Sowjetführung befand sich während des Jahres 1919 in einer bedrängten Lage (siehe Russischer Bürgerkrieg) und konnte dem Vormarsch der Polen wenig entgegensetzen. Der kommunistische Staat war durch die Offensiven dreier Weißer Armeen unter Denikin in Südrussland, Koltschak in Sibirien und Judenitsch im Baltikum bedroht. Lenin gelang es, die polnische Regierung durch das Versprechen großer territorialer Zugeständnisse, die fast ganz Belarus in polnische Hand gebracht hätten, zu beschwichtigen. Piłsudski selbst hatte weitere Gründe, um seine Offensive nicht weiter fortzuführen: Die Weiße Bewegung vertrat das Ziel eines geeinten, ungeteilten Russlands, was auch die neuen Nationalstaaten Mittel- und Osteuropas mit einschloss. Der polnische Staatschef wartete deshalb ab – in der Erwartung, dass beide Bürgerkriegsparteien sich gegenseitig weiter schwächten.

## Verlauf 1920
Bis zum Jahresbeginn 1920 hatten die sowjetischen Truppen im Bürgerkrieg den Hauptteil der Weißen Armeen zerschlagen.

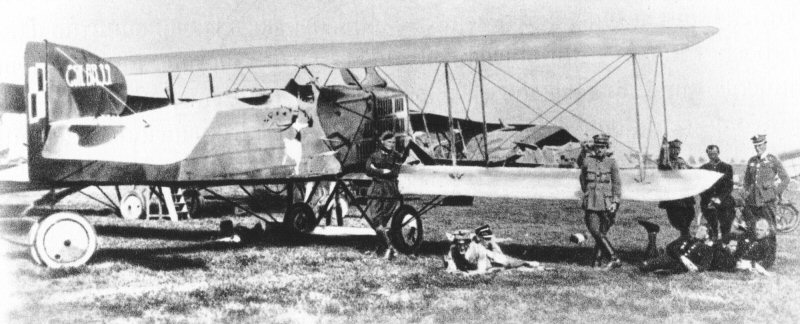
Polnische Breguet 14 auf dem Flugfeld von Kiew

Nur noch eine rund 20.000 Mann starke Streitmacht unter Wrangel hatte sich auf die Halbinsel Krim, fernab des russischen Kernlands, zurückgezogen. Ebenso gelang es der Führung in Moskau, sich durch Friedensverträge mit Estland und Litauen militärisch zu entlasten. Im Januar 1920 folgte eine Umgruppierung der Roten Armee. Vorgesehen war eine 700.000 Mann starke Armee entlang der Beresina zu versammeln, um eine Offensive gegen die polnischen Truppen Ende April einzuleiten. Die Rote Armee hatte damals bereits eine Stärke von nominell fünf Millionen Mann. Doch diese Übermacht täuschte. Die Truppen waren schlecht ausgebildet und teilweise unzureichend bewaffnet. Schon im Bürgerkrieg hatte sich gezeigt, dass Einheiten der Roten Armee oft gegen zahlenmäßig stark unterlegene Weiße Truppen chancenlos waren. Zwar hatte die Rote Armee einige Waffendepots der deutschen Armee und einige französische Panzer von den Weißen erbeutet, doch auf die Gesamtbewaffnung der Streitkräfte wirkte sich das kaum aus. In einem Punkt waren die Russen allerdings durch den Bürgerkrieg im Vorteil: Sie hatten bereits 1919 im Kampf gegen die Kosaken erkannt, dass im Kampf zwischen gering technisierten Armeen in den Weiten Russlands die Kavallerie ein entscheidender Faktor war.

### Vorbereitung in Polen

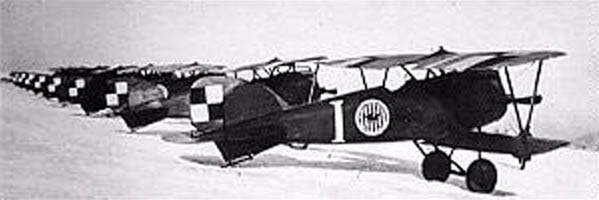
Polnische Jagdflugzeuge vom Typ Albatros (Oeffag) D. III der Kościuszko-Staffel

Die polnische Armee ging militärtechnisch einen anderen Weg. Die meisten Offiziere hatten aus den Erfahrungen des Ersten Weltkrieges den Schluss gezogen, dass die Kavallerie den materiellen Aufwand, den ihr Unterhalt erforderte, nicht rechtfertigte. Trotzdem ging der Aufbau der Armee schnell voran. Zu Beginn des Jahres 1920 zählte sie bereits rund 500.000 Soldaten. Die meisten hatten im Weltkrieg gedient. Es gab aber auch unerfahrene Freiwillige, darunter 20.000 Polen aus den USA, die sich der Truppe angeschlossen hatten. Ein Problem war, dass die Bewaffnung der Truppe aus verschiedenen Ländern stammte. Somit musste die Logistik der Truppen verschiedene Munitionsarten und Ersatzteilstandards bei der Versorgung berücksichtigen. Insgesamt waren die polnischen Truppen materiell besser gerüstet als die Rote Armee, weil sie mit zahlreichen Waffen der Entente ausgestattet waren, darunter auch mit moderner Artillerie und Maschinengewehren. Die deutsche Regierung verhängte für Waffenlieferungen am 20. Juli 1920 ein Embargo und erklärte Deutschland bei der kriegerischen Auseinandersetzung für neutral.

### Polnische Offensive

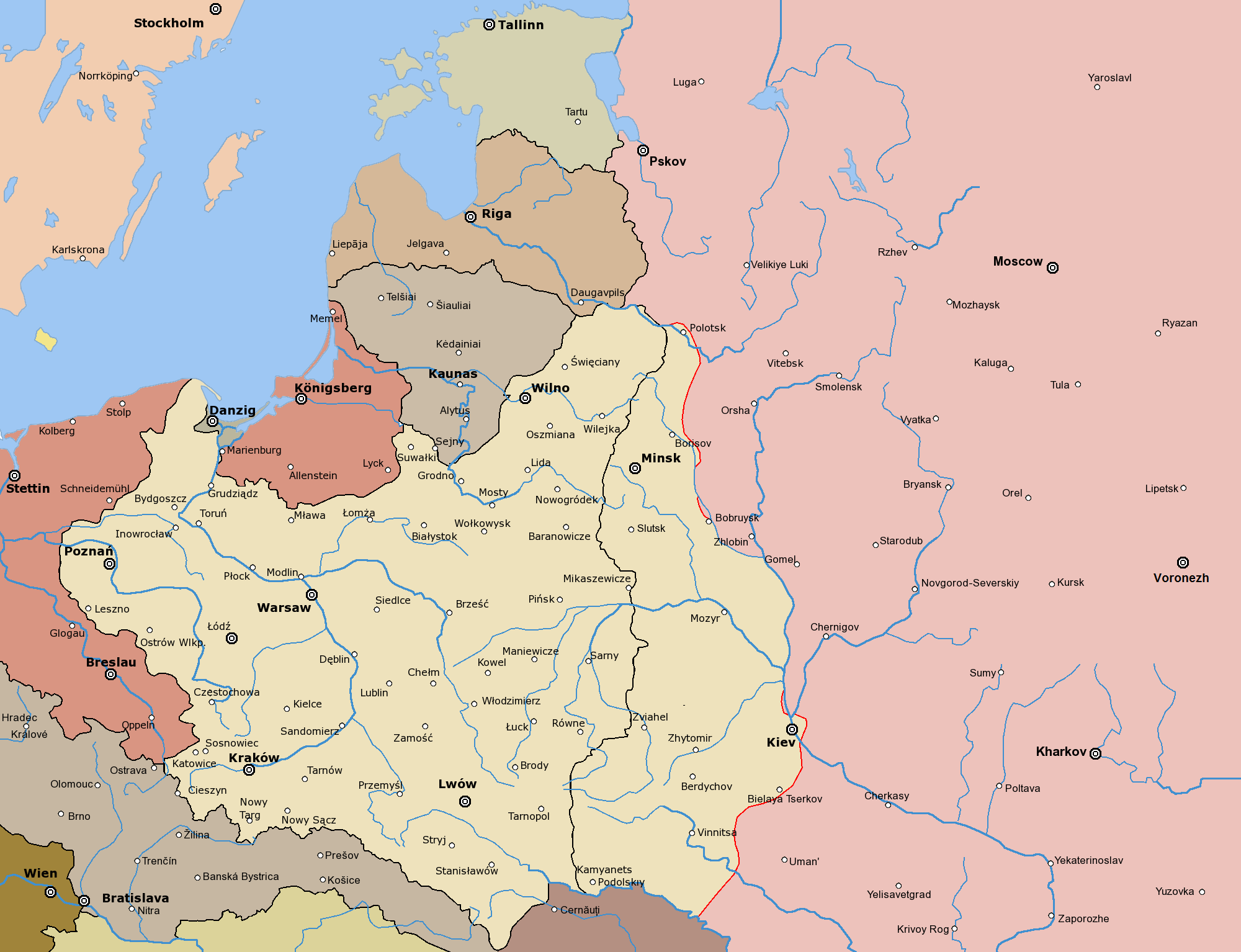
Weitestes Vordringen polnischer Truppen 1920

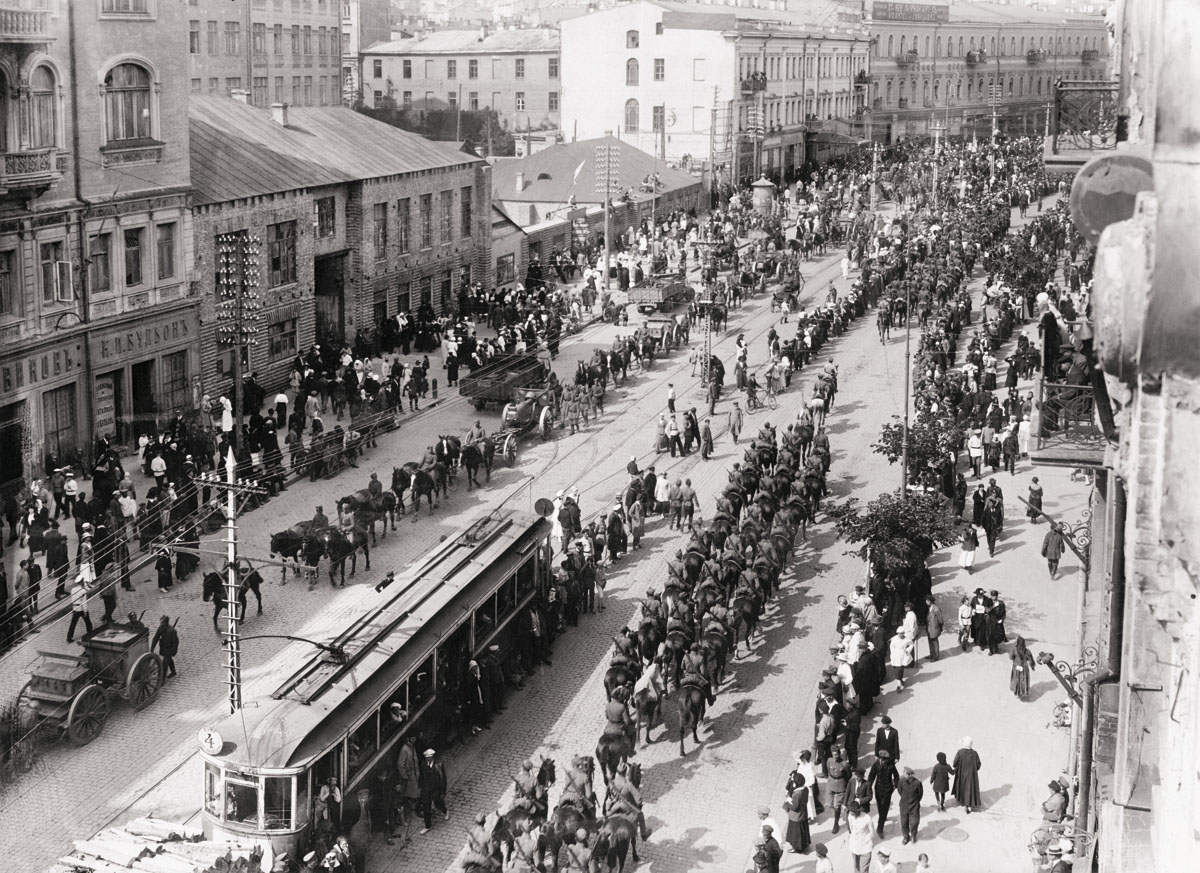
Polnische Truppen in Kiew 1920

Polnische sowie litauische und lettische Offensive 1919
Deutsches Reich
Lettland
Estland
Polen (ohne das umstrittene Wilnagebiet und die Suwalki-Region)
Litauen (de facto Grenzen 1921)
Weißrussische Sozialistische Sowjetrepublik
Freie Stadt Danzig
Memelgebiet (durch den Vertrag von Versailles von Deutschland abgetrennt)
Suwalki-Region (zwischen Polen und Litauen umstritten)
Wilnagebiet (zwischen Polen und Litauen umstritten)
Litauisch-lettisch-polnisch – sowjetische Frontlinie im Januar 1919
Polnisch – sowjetisch–litauische Frontlinie im Mai 1920
Curzon-Linie (Dezember 1919)
Grenze Litauens (1940, 1991 – heute)
Blaue Pfeile – Hauptstoßrichtungen der polnischen Gegenoffensive
Dunkelviolette Pfeile – Hauptstoßrichtungen der polnischen Gegenoffensive (mit deutscher Hilfe)
Weiße Pfeile – Hauptstoßrichtungen der lettischen Gegenoffensive (mit estnischer und deutscher Hilfe)

Die erste nennenswerte Offensivoperation des Jahres war die Eroberung von Dünaburg am 21. Januar 1920. Die 1. und 3. Division der polnischen Armee unter Edward Rydz-Śmigły eroberten die Stadt in heftigen zweiwöchigen Kämpfen gegen die Rote Armee. Die Stadt selbst war strategisch von untergeordneter Bedeutung. Allerdings hatte die lettische Regierung die Hilfe der polnischen Streitkräfte angefordert, um die mehrheitlich lettische Stadt an ihren neuen Nationalstaat anzugliedern. Nach der Eroberung durch polnische Truppen wurde die Stadt auch an den verbündeten Staat übergeben. Somit stellte die Operation einen Gewinn politischen Prestiges für Polen dar. Im März 1920 unternahmen die polnischen Armeen zwei simultane, erfolgreiche Vorstöße in Belarus und der Ukraine. Damit wurde die Fähigkeit der Roten Armee, ihre geplante Offensive durchzuführen, erheblich gemindert.
Am 24. April begannen die polnischen Streitkräfte schließlich ihre Hauptoffensive mit dem Ziel Kiew. Unterstützt wurden sie dabei von den Truppen der ukrainischen Nationalisten unter Petljura, mit dem zuvor ein Geheimabkommen und eine Militärkonvention abgeschlossen worden waren. Die polnische 3. Armee unter Rydz-Śmigły führte von Nordwesten den Hauptstoß auf die ukrainische Hauptstadt. An ihrer südlichen Flanke drang die 2. Armee unter Antoni Listowski vor. Südlich der Hauptstoßrichtung führte die 6. Armee unter Wacław Iwaszkiewicz-Rudoszański eine weitere Offensive in Richtung Winnitza durch.
Zwar wurde Kiew am 7. Mai erobert, doch die eigentlichen militärischen Ziele des Unternehmens wurden verfehlt. Die Rote 12. und die Rote 14. Armee zogen sich nach einigen Scharmützeln an der Grenze schnell zurück. Den polnischen Streitkräften war es also nicht gelungen, die Truppen ihres Gegners einzuschließen und ernsthaft zu dezimieren. Dies wäre wohl nebensächlich gewesen, wenn das politische Ziel der Offensive erfüllt worden wäre. Piłsudski erhoffte sich starke Unterstützung von den ukrainischen Nationalisten, denn er wusste, dass die polnische Armee allein das große Land weder besetzen noch wirksam gegen die Rote Armee verteidigen konnte. Eine politische Kampagne in der Ukraine sollte durch Appelle an den ukrainischen Patriotismus um Unterstützung für die Streitkräfte Petljuras werben. Die Ukraine war schon seit 1917 Kriegsschauplatz, die Bevölkerung war der Kämpfe müde, und Petljura war schon einmal im Kampf gegen die Rote Armee gescheitert. Infolgedessen blieb die Resonanz auf die Rekrutierungsbemühungen gering. Die ukrainischen Nationalisten konnten nur zwei Divisionen ins Feld stellen und waren somit keine nennenswerte Hilfe.
Piłsudskis Vorstoß auf Kiew war somit in jeder Hinsicht ein Pyrrhussieg. Militärisch gesehen standen die polnischen Truppen in einer sehr exponierten Position fern ihrer Nachschubbasen in Zentralpolen. Die roten Truppen waren durch ihren frühen Rückzug intakt geblieben und konnten sich zu einer Gegenoffensive neu formieren. Politisch gesehen war die Operation ein voller Misserfolg. Nicht nur fehlte die Unterstützung der Ukrainer, sondern auf internationalem Parkett konnte Sowjetrussland Polen als Aggressor darstellen. Dies führte dazu, dass die Entente, allen voran Frankreich, weniger Bereitschaft zeigte, Polen materiell zu unterstützen.
Am 30. Mai 1920 veröffentlichte der ehemalige General Alexei Brussilow, ein bekannter Veteran des Ersten Weltkrieges, in der Prawda die Aufforderung „An alle früheren Offiziere, wo immer sie auch sind“, in der er sie ermutigte, alte Kränkungen zu vergessen und sich der Roten Armee anzuschließen. Brussilow betrachtete es als die patriotische Pflicht eines russischen Offiziers, der bolschewistischen Regierung Hilfe zu leisten, die seiner Meinung nach Russland verteidigte. Auch Lenin entdeckte den Nutzen des russischen Patriotismus. So wandte sich ein Aufruf des Zentralkomitees an die „verehrten Bürger Russlands“, die sowjetische Republik gegen polnische Anmaßung zu verteidigen.

### Sowjetische Gegenoffensive

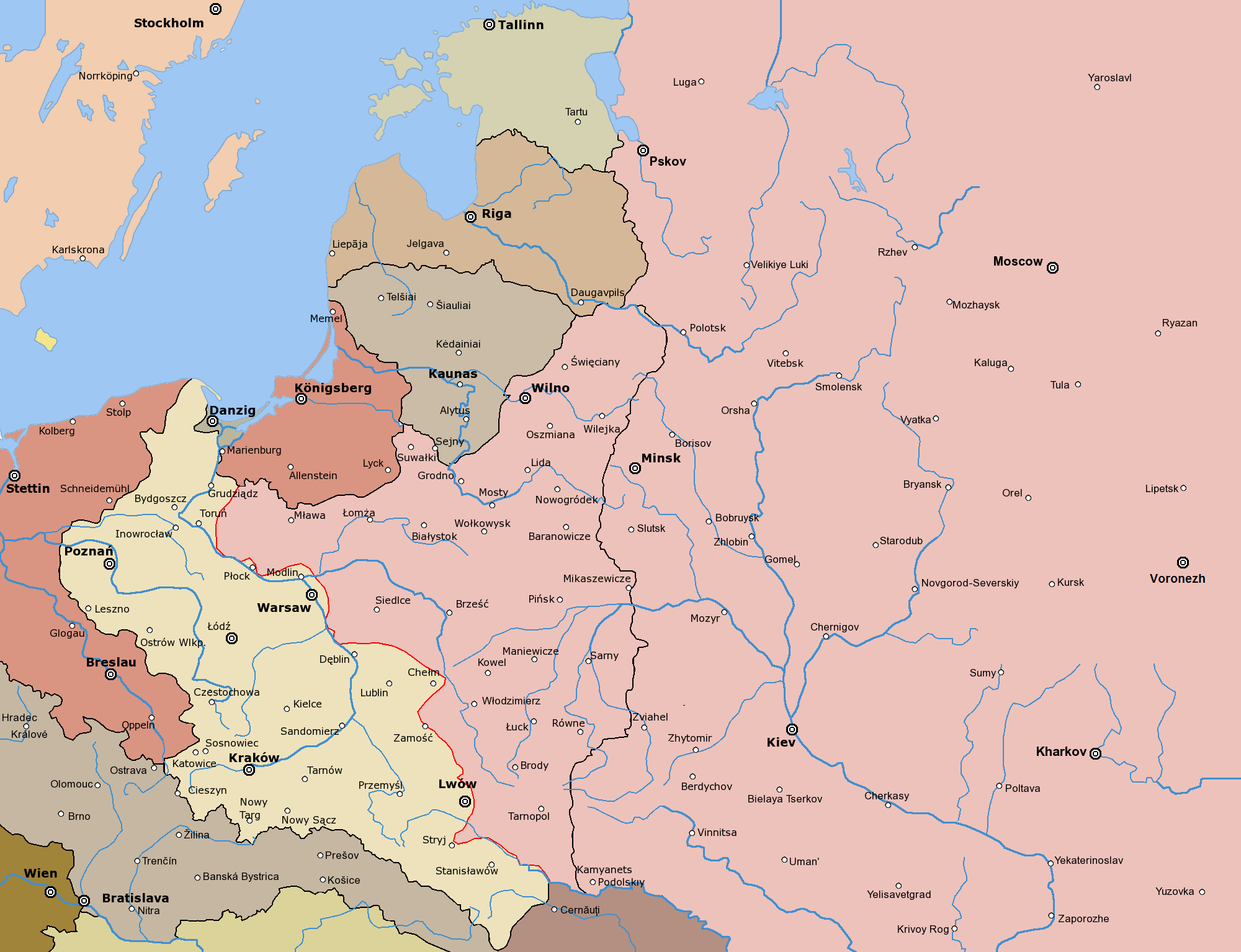
Frontverlauf im August 1920

Die Rote Armee hatte ihre Truppen bereits zu Beginn des Jahres für eine Offensive in den ukrainischen Grenzgebieten gruppiert. Um Kiew stand die Südwestliche Armeegruppe unter Jegorow. Seine Front umfasste die 12. und 14. Rote Armee. Zusätzlich war ihr die 1. Rote Reiterarmee unter Budjonny als Offensivkapazität zugewiesen worden. In Belarus hatten die Bolschewiki die Westliche Armeegruppe aufgestellt. Sie stand unter dem Befehl von Tuchatschewski. Sie umfasste die 3., 4., 15. und 16. Armee. Ebenso verfügte sie mit dem 3. Kavalleriekorps über eine berittene Offensivformation.
Bei der Gegenoffensive zeigte sich, dass die Entscheidung Jegorows, sich zurückzuziehen und die polnischen Armeen sozusagen ins Leere laufen zu lassen, richtig war. Am 15. Mai startete er seine Gegenoffensive. Er ließ seine 12. Armee nördlich, seine 14. Armee südlich von Kiew vorgehen. Unterstützt wurde sein Angriff von der 1. Kavalleriearmee südlich von Kiew. Die Polen hatten nicht die Kräfte, beide Seiten gleichzeitig ausreichend zu verteidigen. Ebenso fehlte ihnen die Kavallerie, die sie beim Aufbau ihrer Armee nicht berücksichtigt hatten. Am 12. Juni wechselte Kiew wieder den Besitzer. Die polnischen Truppen schafften es allerdings, sich trotz der sowjetischen Zangenbewegung zurückzuziehen, und entkamen ihrerseits der Vernichtung.
Die Westliche Armeegruppe der Roten Armee blieb währenddessen nicht untätig. Sie begann ihren Vorstoß am 14. Mai. Dieser Angriff scheiterte jedoch. Eine Wiederaufnahme der Angriffe nach Verstärkungen am 4. Juli brachte dann den gewünschten Erfolg. Am 11. Juli eroberten Tuchatschewskis Soldaten Minsk. Die polnischen Truppen zogen sich vor den vorrückenden Truppen der Roten Armee zurück, doch ihre Defensivstrategie erwies sich als Nachteil. Analog der Westfront im Ersten Weltkrieg versuchten die Polen, eine durchgehende Verteidigungslinie durch eingegrabene Infanterie zu schaffen. Die Front gegen Tuchatschewski war jedoch 300 km breit. Die Polen hatten 120.000 Soldaten und 460 Geschütze zur Verfügung. Ein koordiniertes Stellungssystem hätte mehr Soldaten, mehr Artillerie und vor allem strategischer Reserven bedurft, die man an kritischen Punkten einsetzen konnte. Somit konnten die Roten die Stärke ihrer Kavallerie ausspielen, die sich gegen eine überdehnte gegnerische Front als erfolgreiche Offensivwaffe erwies. Durch den Mangel der polnischen Armee an berittenen Einheiten waren auch etwaige Gegenangriffe zum Scheitern verurteilt, da sie nicht in der nötigen Geschwindigkeit ausgeführt werden konnten.
Tuchatschewskis Front bewegte sich im Juli am Tag durchschnittlich dreißig Kilometer auf das polnische Kernland zu. Am 14. Juli fiel Wilna, wenige Tage später Grodno. Schließlich eroberte die Rote Armee am 1. August Brest-Litowsk. Damit standen die roten Truppen nur noch 100 Kilometer östlich der polnischen Hauptstadt Warschau.
Im Süden war währenddessen Jegorows westliche Armeegruppe nicht minder erfolgreich gewesen. Seine Truppen hatten die Polen aus der Ukraine gedrängt und waren nach Südpolen vorgerückt. Im Juni begannen sie in der Lemberger Operation mit der Belagerung des Industriezentrums Lemberg in Ostgalizien. Der Rest seiner Front drehte sich nordwestlich, um Tuchatschewski beim Angriff auf Warschau zu unterstützen.

### Schlacht bzw. „Wunder“ an der Weichsel

Polnische Gegenangriffe in der Schlacht an der Weichsel

Bald warf die Rote Armee die polnischen Truppen bis ins polnische Kernland zurück, so dass eine Niederlage und Besetzung Polens erwartet wurde. Am 10. August überquerte das sowjetische III. Kavalleriekorps unter Gaik Bschischkjan die Weichsel nördlich von Warschau. Diese Bewegung sollte nach dem Offensivplan Warschau von Danzig, dem einzigen offenen Hafen für die Verschiffung von Waffen und Nachschub, abschneiden. Derweil ließ der sowjetische Befehlshaber seine Infanterie der 16. und 3. Armee im Zentrum Druck auf die Hauptstadt ausüben. Tuchatschewski war fest der Ansicht, dass sein Offensivplan mit dem Einbruch der Kavallerie in die linke Flanke der Polen das Schicksal der Hauptstadt besiegelt hätte.
Der sowjetische Offensivplan erwies sich aber als fehlerhaft. Die Ursachen hierfür sind unter anderem in den Erfahrungen des Bürgerkrieges zu suchen. In den innerrussischen Kämpfen war die Rote Armee gegen Rebellen angetreten, deren Stärke im Rückzug abnahm. Je weiter die feindlichen Weißen Armeen von ihrem Ziel, der Hauptstadt Moskau, abgedrängt wurden, desto mehr bröckelte der innere Zusammenhalt ihrer Truppen. Die polnische Armee hingegen wurde im Rückzug stärker, da ihre Nachschubwege kürzer wurden. Des Weiteren bewirkte die Verteidigung der eigenen Hauptstadt eine gesteigerte Kampfmoral unter der polnischen Armee. Tuchatschewski rechnete damit, gegen einen demoralisierten Gegner vorzugehen. Er traf jedoch auf eine gut organisierte und hochmotivierte Armee. Nach Ansicht des italienischen Militärattachés in Warschau, Curzio Malaparte, ging die sowjetische Führung zudem von falschen politisch-organisatorischen Voraussetzungen aus, weil sie gehofft hatte, im belagerten Warschau würde ein Aufstand des Proletariats und der jüdischen Minderheit ihrer Seite helfen.
Ein noch gravierenderer Fehler ist im höchsten Kommando der sowjetischen Armee zu suchen. Während Tuchatschewski mit seiner Nordwestfront auf Warschau vorrückte, wurde der Südwestfront unter Jegorow der Angriff auf Lwów befohlen. Hätte man beide Fronten auf die polnische Hauptstadt konzentriert, hätten die Russen die doppelte Stärke inklusive eines weiteren Kavalleriekorps zur Verfügung gehabt. So wurde nun Tuchatschewskis südliche Flanke vollkommen entblößt, da er sie aus eigenen Kräften decken musste und keinen Kontakt zur Südwestfront hatte. Für diese Entscheidungen wird von einigen Historikern Josef Stalin verantwortlich gemacht, der als Politkommissar der Südwestfront großen Einfluss auf deren Ziele hatte.
Bereits vier Tage nach dem Übergang der sowjetischen Kavallerie begann der polnische Gegenangriff. Piłsudski hatte eine Zangenbewegung geplant. Am 14. August griff die polnische 5. Armee unter Władysław Sikorski nördlich von Warschau an. Ihr gegenüber standen Gais III. Kavalleriekorps und die 3. und 15. Armee der Roten Armee. Trotz dieser zahlenmäßigen Unterlegenheit gelang es den Polen, den russischen Vorstoß zurückzuschlagen, und nach wenigen Tagen ergriffen sie selbst die Offensive. Am 16. August startete die polnische 4. Armee unter Piłsudski selbst einen Angriff südlich von Warschau. Die Truppen waren während des sowjetischen Vormarsches eilig mit Freiwilligen verstärkt worden. Die Zangenbewegung erwies sich als erfolgreich, als Piłsudskis Truppen zwei Tage später das rückwärtige Gebiet der Russen aufrollten. Tuchatschewski befahl am selben Tag den Rückzug seiner Soldaten, doch war es für die Schlüsseleinheiten zu spät. Mit dem III. Kavalleriekorps verlor die Nordwestfront ihre größte Offensivkraft und auch zahlreiche Infanteriedivisionen blieben im Kessel zurück.
In die polnische Geschichte ging diese Schlacht als Wunder an der Weichsel ein. Dieser Begriff wurde allerdings von den politischen Gegnern Piłsudskis geprägt, die ihm damit das Verdienst an der Verteidigung der Hauptstadt absprechen wollten. Piłsudski bezeichnete die Schlacht selbst als eine Art „Prügelei“ (polnisch bijatyka). Seine Strategie wurde nach seinen eigenen Aussagen vollständig von den Umständen diktiert. Er vermutete die Hauptkräfte der Bolschewiki vor seinem Frontabschnitt. Diese standen allerdings gegenüber Sikorskis 5. Armee im Norden. Sikorski konnte sich allerdings ohne größere Schwierigkeiten gegen diese durchsetzen. Als Piłsudski seine 4. Armee vorstoßen ließ, traf sie auf viel schwächeren Widerstand als erwartet und Piłsudski besuchte persönlich die Frontlinie, da er es nicht glauben konnte, nur gegen schwache Kräfte vorzugehen. Diese strategische Fehleinschätzung brachte ihm aber einen entscheidenden Vorteil, da er nun mit seiner stärksten Armee praktisch ohne Widerstand zu den Rückzugslinien der Roten Armee vorstoßen konnte.

### Zweite polnische Offensive
Die Schlacht um Warschau war zwar ein Wendepunkt des Krieges, sie entschied ihn aber nicht endgültig. Im Westen glaubte man, dass der kommunistische Staat seine Reserven mobilisieren könne, um die Polen auch nach der Niederlage von Warschau förmlich zu überrennen. Der britische Premierminister David Lloyd George sagte hierzu: „Wenn Rußland Polen zermalmen will, kann es das tun, wann immer es ihm gefällt.“ Die sowjetische Südwestliche Armeegruppe hatte sich zwar von Lwów/Lemberg zurückgezogen. Doch sie stand immer noch auf polnischem Gebiet und war durch die Kavalleriearmee unter Budjonny noch immer eine ernstzunehmende Offensivstreitmacht. Am 25. August 1920 begann sie vom Oberlauf des Bug wieder in zwei Kolonnen westwärts zu marschieren. Die polnischen Streitkräfte waren aber auf dieses Manöver vorbereitet. General Sikorski teilte seine 3. Armee in zwei Gruppen auf, die nördlich und südlich der vorstoßenden Kavalleriearmee der Roten Armee vorrückten. Bemerkenswert ist, dass beide polnische Stoßkeile mit einer Kavalleriebrigade beziehungsweise einer Kavalleriedivision ausgestattet waren. Die Polen hatten also schnell von der sowjetischen Taktik der berittenen Vorstöße gelernt.
Am 30./31. August 1920 gelang ihnen im Raum zwischen Komarów und Zamość die Einschließung der sowjetischen Kavalleriearmee. Die Truppen der Bolschewiki wurden in einem Schlauch von nur 20 km eingeschlossen. Zwar gelang ihnen drei Tage später der Ausbruch, doch verzeichnete die Armee, durch den engen Belagerungsring ihrer Initiative beraubt, große Verluste. Darunter fiel auch Budjonnys Kommandostab, der von polnischer Artillerie zerstört wurde, als der sowjetische Befehlshaber nicht anwesend war. Nach ihrem Ausbruch konnte sich die Kavalleriearmee nicht mehr konsolidieren und zog sich bis nach Schytomyr in der heutigen Ukraine zurück. Des Weiteren kam es bei dieser Auseinandersetzung zu einem der letzten reinen Kavalleriegefechte in Europa. Nach diesem Gefecht, bei dem polnische Reiter ihre sowjetischen Gegner am Ausbruch hinderten, ging diese Operation als Schlacht von Komarów in die polnische Militärgeschichte ein. Weiterhin wird auch von der Schlacht von Zamość gesprochen, was dem Gesamtumfang der Gefechte besser gerecht wird.
Neben der Kavalleriearmee blieb auch die Westliche Armeegruppe auf polnischem Boden. Sie waren zwar bei Warschau besiegt worden, allerdings konnte Tuchatschewski am Njemen eine Verteidigungslinie aufbauen. Hier wurden, in der Hoffnung auf eine neue Offensive gegen Warschau, seine Truppen aufgefrischt. So hatte er Anfang September wieder bereits 113.000 kampfbereite Soldaten unter seinem Kommando; diese Zahl lag nur wenig unter seiner Truppenstärke an der Weichsel. Piłsudski versammelte die 4. und die 2. polnische Armee, um seinen Gegner erneut zu schlagen. Der polnische Plan für die am 20. September 1920 eingeleitete Schlacht am Njemen war einfach, aber erfolgreich. Piłsudski entfaltete seine Truppen, während die Rote Armee noch dabei war, ihre Kräfte wiederherzustellen. Während er mit seiner Infanterie das feindliche Zentrum angriff, gelang es seiner Kavallerie, die Russen an ihren Flanken zu überflügeln. Tuchatschewski musste sich eine Woche nach dem Beginn der Schlacht zurückziehen, um der Einkesselung durch die polnischen Truppen zu entgehen.
Durch den Erfolg der beiden Schlachten wurden die sowjetischen Armeen zwar nicht vernichtet, aber desorganisiert und stark dezimiert. Die polnische Armee stieß nun mit derselben Geschwindigkeit nach Osten vor, mit der die Russen im Sommer gegen Warschau vorgerückt waren. Am 18. Oktober rückten polnische Truppen in die belarussische Hauptstadt Minsk ein.
Zuvor hatte die polnische Führung noch im kurzen Polnisch-Litauischen Krieg das Gebiet um Vilnius (polnisch Wilno) unter ihre Kontrolle gebracht. Die litauische Hauptstadt war von Sowjetrussland in Folge des Litauisch-Sowjetischen Krieges mit Friedensvertrag vom 12. Juli 1920 an Litauen zurückgegeben worden und wurde international als litauisch anerkannt, insbesondere durch den Vertrag von Suwałki vom 7. Oktober. Piłsudski brachte seine Heimatstadt trotzdem durch einen Trick unter seine Kontrolle: Der Kommandeur der 1. Litauisch-Weißrussischen Division der polnischen Armee, Lucjan Żeligowski, meuterte angeblich spontan am 12. Oktober mitsamt seiner gesamten Einheit. Daraufhin marschierte er nach einem kurzen Grenzgefecht in die Stadt ein. Er proklamierte eine Republik  Mittellitauen. Dieses eher fiktive Gebilde wurde dann nach einem Plebiszit 1922 an Polen angegliedert.

## Politik und Diplomatie
Polen hatte unter nicht direkt beteiligten europäischen Staaten nur wenige Verbündete.
Ungarn bot ein Korps aus 30.000 Kavalleristen auf, doch die tschechoslowakische Regierung erlaubte den Transit nicht, so dass nur einige Züge mit Waffenlieferungen in Polen eintrafen.
Während des Krieges verschlechterten sich die Beziehungen zwischen Polen und Litauen. Der baltische Staat beharrte im Rahmen des Selbstbestimmungsrechts der Völker auf seiner politischen Unabhängigkeit, was den Plänen einer polnisch dominierten Föderation widersprach. Des Weiteren drängte Polen auf die Einverleibung des mehrheitlich polnisch besiedelten Südostens Litauens, einschließlich der historischen litauischen Hauptstadt Vilnius. Mehr Erfolg hatten die polnischen Integrationsbestrebungen mit Lettland. Die dortige provisorische Regierung schloss sich mit Polen gegen Russland zusammen und führte Anfang 1920 bereits gemeinsame Militäroperationen durch.
Frankreich, das eine Politik des Zurückdrängens des Kommunismus verfolgte, entsandte 1919 eine 400 Mann starke Gruppe nach Polen. Sie bestand hauptsächlich aus französischen Offizieren, jedoch gab es auch einige britische Offiziere, die von Lieutenant General Sir Adrian Carton de Wiart geleitet wurden. Die französischen Bemühungen zielten darauf ab, die Organisation und Logistik der polnischen Armee zu verbessern. Unter den französischen Offizieren befand sich auch der spätere französische Präsident Charles de Gaulle, der während des Krieges den höchsten polnischen Militärorden, den Virtuti Militari, bekam.
Zusätzlich schickte Frankreich die so genannte Blaue Armee nach Polen: eine Truppe, die hauptsächlich aus polnischstämmigen und einigen internationalen Freiwilligen bestand und im Ersten Weltkrieg unter französischem Kommando gekämpft hatte. Sie wurde vom polnischen General Józef Haller angeführt.

Sowjetische antipolnische Propagandaplakate
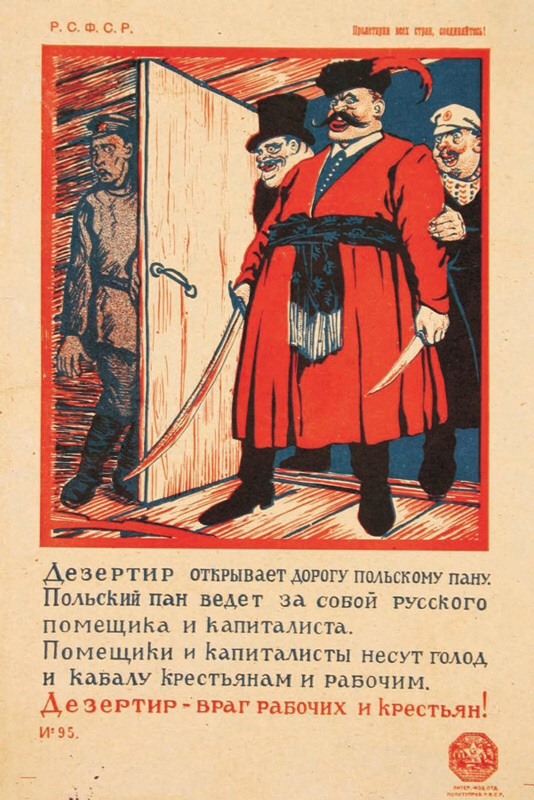
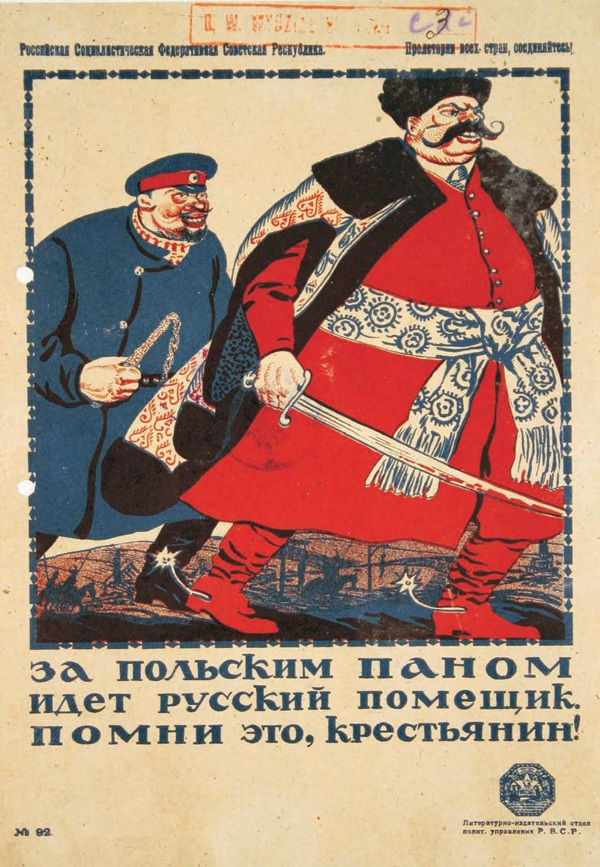

### Diplomatische Bemühungen 1919
Im Jahr 1919 wurden mehrere Versuche zu Friedensverhandlungen zwischen Polen und Sowjetrussland unternommen. Sie scheiterten aber, da sich beide Seiten noch militärische Gewinne versprachen und deshalb zu wirklichen Zugeständnissen nicht bereit waren.

### Diplomatische Bemühungen 1920
Die polnische Regierung nutzte die relative Ruhe, die nach den ersten Kampfhandlungen eintrat, intensiv, um durch Diplomatie in der Ukraine Fuß zu fassen. Ein Haupterfolg war die Einigung mit dem ukrainischen Nationalistenführer Symon Petljura, den die Polen kurz zuvor noch bekämpft hatten. Petljura war vor dem Druck der Bolschewiki mit seinen verbliebenen Truppen aus der Ukraine nach Polen geflohen. Petljura akzeptierte die territorialen Gewinne Polens auf Kosten der Ukraine und stimmte einer großzügigen Grenzregelung zu. Die polnische Seite versprach im Gegenzug militärische Hilfe und die Wiedereinsetzung von Petljuras Regime im Falle eines Erfolgs gegen Sowjetrussland. Dies war ein großer Schritt in Richtung der polnischen Konföderationspläne; im Falle eines militärischen Sieges sollte die Ukraine als mit Polen verbündeter Pufferstaat gegen Russland dienen. Petljura ergriff damit die letzte Chance, die Eigenstaatlichkeit der Ukraine wiederherzustellen. Beide Politiker ernteten in den eigenen Lagern heftige Kritik. Piłsudski wurde von Dmowskis Nationaldemokraten angegriffen, die die Unabhängigkeit der Ukraine vollkommen ablehnten. In der ukrainischen Bevölkerung war die Annäherung an Polen weitgehend unpopulär. Die polnische Armee hatte 1919 noch gegen die ukrainischen Nationalisten Krieg geführt. Die Ukrainer in Galizien, deren Staat nach der militärischen Besetzung in Polen eingegliedert worden war, sahen in dem Abkommen einen regelrechten Verrat ihrer Interessen. So kam es Mitte 1920 sogar zu einer Spaltung der ukrainischen Nationalbewegung. Petljuras Soldaten blieben loyal im Bündnis mit Polen, während die galizischen Ukrainer auf die Seite der Roten Armee überwechselten.
Als sich das Blatt gegen Polen wendete, begann der politische Einfluss Piłsudskis zu schwinden, während seine Gegner, einschließlich Roman Dmowski, an Einfluss gewannen. Piłsudski gelang es jedoch, seinen Einfluss, insbesondere über das Militär, im letzten Moment wiederzuerlangen – als die sowjetischen Truppen bereits vor Warschau standen, die politische Führung in Panik geriet und die Regierung unter Leopold Skulski Anfang Juli zurückgetreten war.

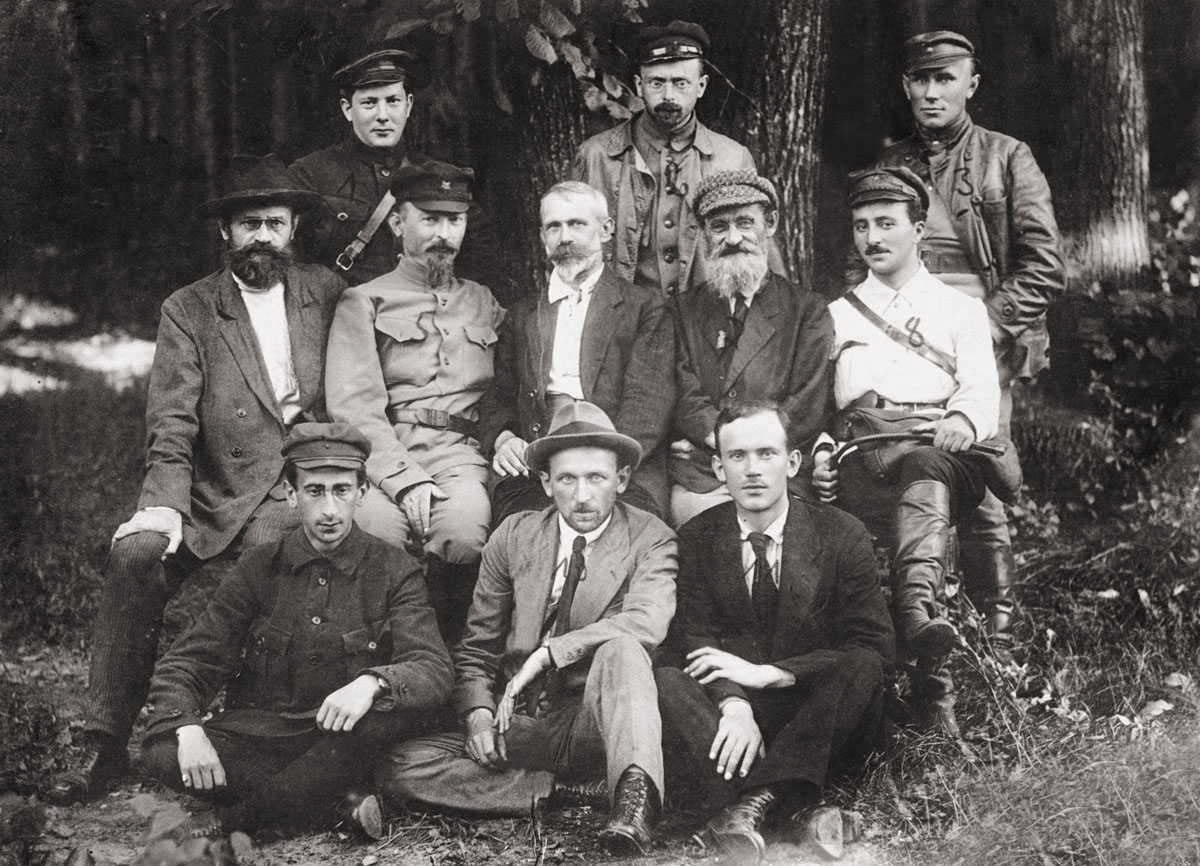
Das Provisorische Polnische Revolutionskomitee (1920)

Währenddessen wuchs das Selbstbewusstsein der sowjetischen Führung. Es zeichneten sich der Beginn des sowjetischen Vordringens und die Expansion der bolschewistischen Revolution nach ganz Europa ab. Auf Befehl der Kommunistischen Partei Russlands (KPR (B)) wurde am 28. Juli in Białystok eine polnische Marionetten-Regierung installiert, das „Provisorische Polnische Revolutions-Komitee“ (polnisch Tymczasowy Komitet Rewolucyjny Polski (TKRP)). Sie sollte die Verwaltung der durch die Rote Armee eroberten polnischen Gebiete übernehmen. Diese kommunistische Gruppe hatte so gut wie keinen Rückhalt in der polnischen Bevölkerung.
Im Juli 1920 erklärte Großbritannien, dass es große Mengen überschüssigen militärischen Materials aus dem Ersten Weltkrieg zur Unterstützung nach Polen schicken werde. Doch ein drohender Generalstreik des Trades Union Congress, der Einwände gegen die Unterstützung der Polen durch Großbritannien erhob, führte dazu, dass dieses Vorhaben nie verwirklicht wurde. Der britische Premierminister David Lloyd George war von der Unterstützung der Polen selbst nie überzeugt gewesen, sondern wurde von dem rechten Flügel seines Kabinetts, allen voran Lord Curzon und Winston Churchill, dazu gedrängt. Am 11. Juli 1920 stellte Großbritannien Sowjetrussland ein Ultimatum, in dem es ein Ende der Feindseligkeiten gegen Polen und die Russische Armee (die Weiße Armee in Süd-Russland mit Pjotr Wrangel als Oberbefehlshaber) forderte sowie die Anerkennung der Curzon-Linie als einer vorübergehenden Grenze zu Polen, solange nicht eine dauerhafte Grenzziehung verhandelt werden könne. Im Falle der sowjetischen Weigerung drohte Großbritannien damit, Polen mit allen möglichen Mitteln zu unterstützen (tatsächlich waren diese Mittel wegen der politischen Lage in Großbritannien jedoch eher begrenzt). Am 17. Juli lehnte Sowjetrussland die britischen Forderungen ab und machte seinerseits ein Gegenangebot zur Verhandlung eines Friedensvertrages direkt mit Polen. Die Briten antworteten mit der Drohung, die laufenden Gespräche über ein Handelsabkommen zu beenden, wenn Sowjetrussland die Offensive gegen Polen weiter vorantriebe. Diese Drohung wurde ignoriert. Der drohende Generalstreik kam Lloyd George als Vorwand für den Rückzug von seinen Versprechungen gelegen. Am 6. August 1920 verkündete die Labour Party, dass britische Arbeiter niemals als Verbündete Polens an dem Krieg teilnehmen würden, und drängte Polen dazu, einen Frieden auf der Grundlage sowjetischer Bedingungen zu akzeptieren.
Polen musste weitere Rückschläge aufgrund der Sabotage von Waffenlieferungen erleiden, weil Arbeiter in Österreich, der Tschechoslowakei und Deutschland den Transporten die Durchfahrt verwehrten.
Auch Litauen war überwiegend anti-polnisch eingestellt und schlug sich bereits im Juli 1919 auf die sowjetische Seite. Die litauische Entscheidung war einerseits getragen von dem Wunsch, die Stadt Vilnius und die angrenzenden Gebiete in den litauischen Staat zu inkorporieren, und andererseits von dem Druck, den die sowjetische Seite auf Litauen ausübte, nicht zuletzt durch die Stationierung großer Truppenverbände der Roten Armee nahe der litauischen Grenze.

## Vertrag von Riga

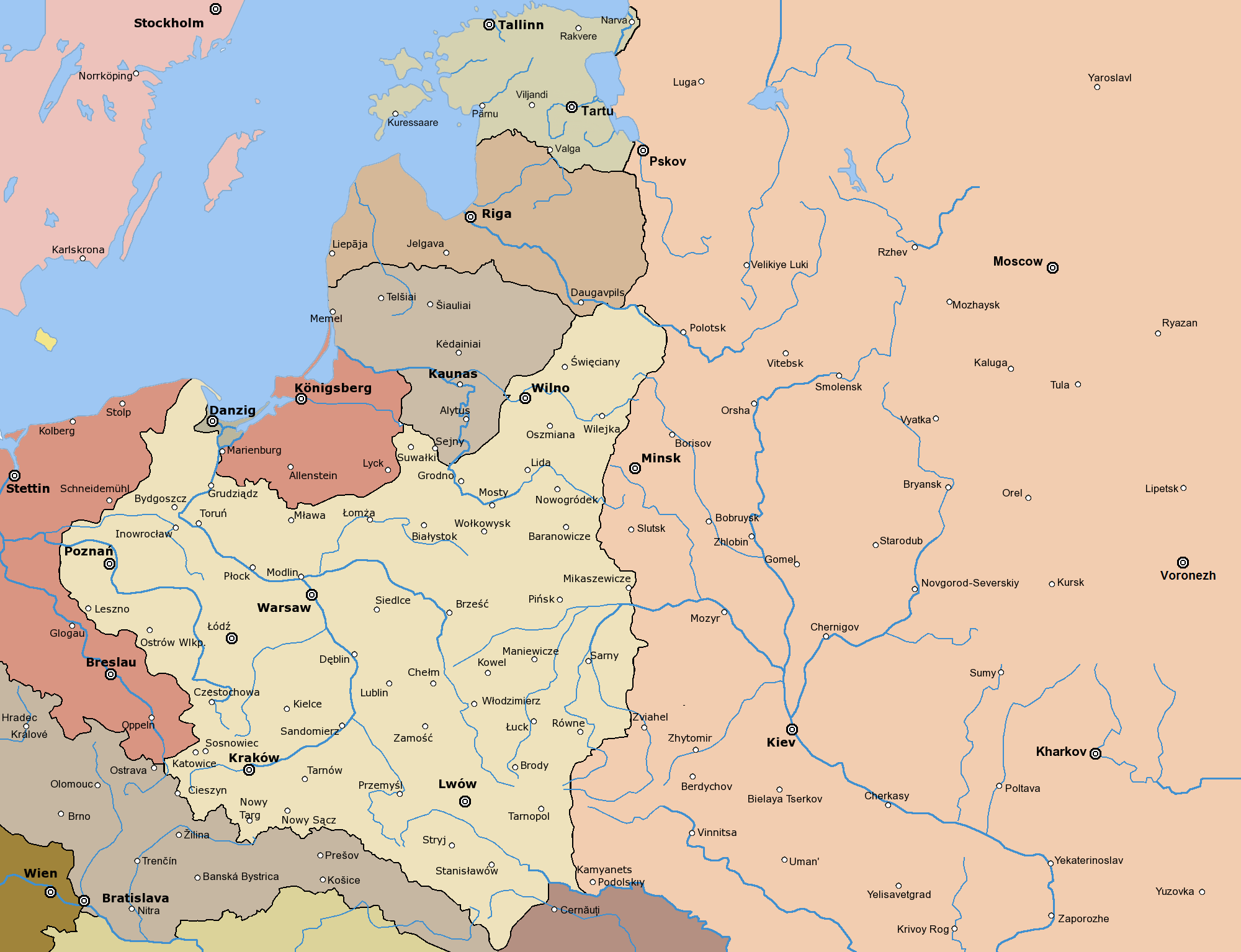
Polen 1922 nach dem Polnisch-Sowjetischen Krieg und dem Anschluss Mittellitauens an Polen

Nach den Siegen der polnischen Armee in den Feldzügen nach der Schlacht von Warschau begannen erste Verhandlungen, um den Kriegszustand zu beenden. Abgeschlossen wurden sie am 18. März 1921 mit dem Friedensvertrag von Riga.

## Folgen des Krieges

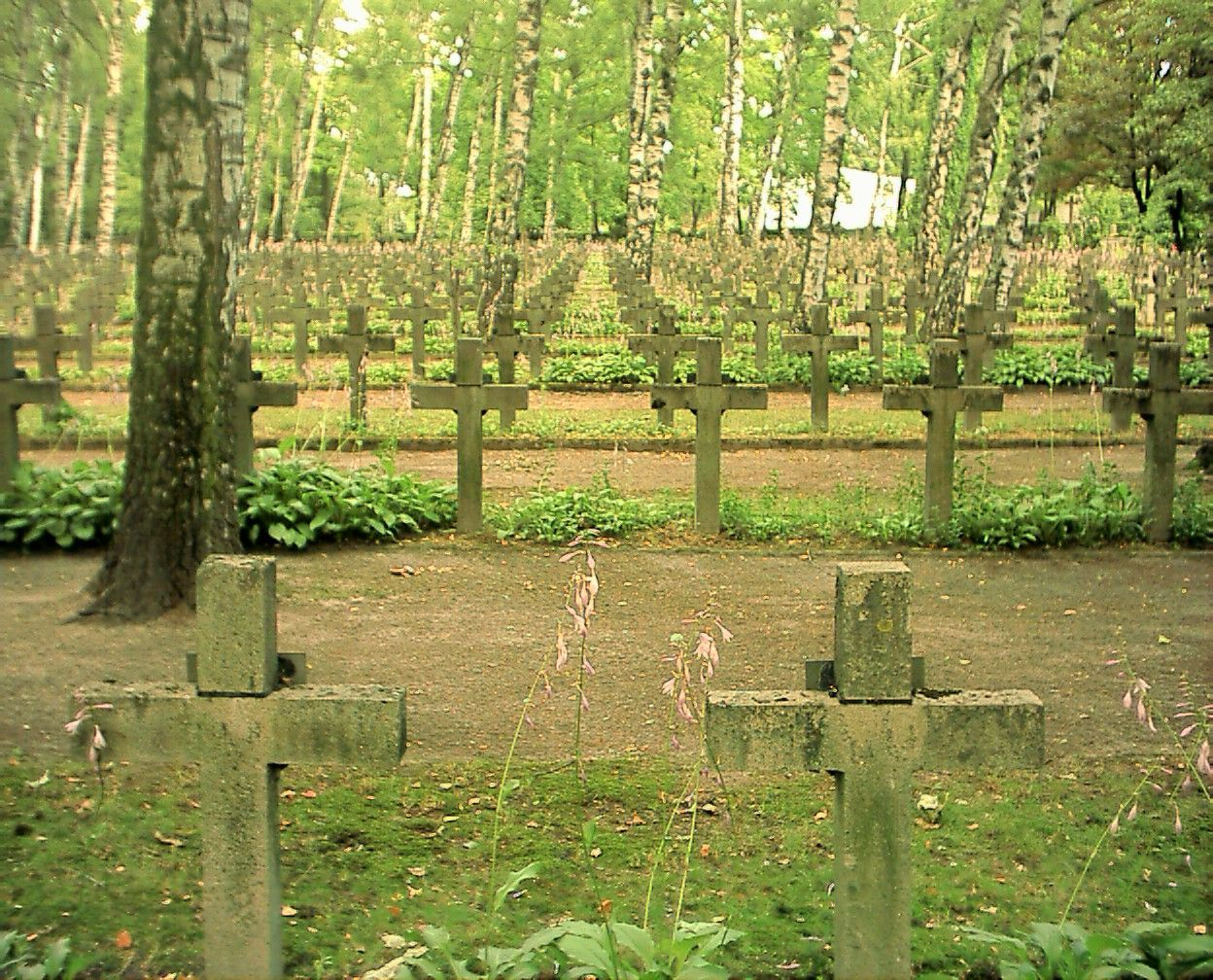
Gräber polnischer Soldaten auf dem Powązki-Friedhof in Warschau

### Für Polen

#### Innenpolitik
Im Inneren stärkte der Krieg vor allem Marschall Piłsudskis populäre Stellung als „Vater der Unabhängigkeit“. Er konnte allerdings die ökonomischen Probleme seines Landes in den Folgejahren nicht lösen und wandte sich 1922 von der Politik ab. Ebenso wurde die beherrschende Stellung des Militärs im jungen Nationalstaat durch den Krieg festgeschrieben. Diese nutzte Piłsudski, um sich beim Mai-Umsturz 1926 wieder an die Macht zu bringen. Dabei schloss er viele seiner damaligen Mitstreiter innerhalb des Militärs aus, die seinen Staatsstreich nicht mittragen wollten.
Der Marschall führte bis 1935, zumeist ohne politisches Amt, als einflussreichste Größe der Politik das Regiment im Staat. Da Polen mit den enormen Gewinnen aus dem Krieg gegen Russland territorial saturiert war, stützte er sein Regime auf die Sanacja-Ideologie (dt.: „Gesundung“). Diese hatte die moralische und wirtschaftliche Gesundung des Staates unter autoritärer Führung zum Ziel.
Dies führte zur rigiden Unterdrückung politischer Gegner und nationaler Minderheiten, so etwa der Ukrainer und Belarussen, die gerade durch die Annexionen des Krieges in den polnischen Staat einverleibt worden waren. Deren nationale Identität war zur Zeit des Krieges schwach entwickelt, denn die Mehrheit der Bevölkerung definierte sich mehr über religiöse oder regionale Identitäten. Die Polonisierungsbestrebungen der späteren polnischen Regierung stießen trotzdem auf starken Widerstand.

#### Außenpolitik
Außenpolitisch hatte der Krieg für Polen ebenso weitreichende Folgen. Die junge polnische Republik hatte ihr Staatsgebiet erheblich ausweiten können. Mit dem Zuwachs an litauischem Territorium (Wilna-Gebiet, 1921) rückte das Ziel näher, die Grenzen von 1772 wiederherzustellen. Die Beziehungen zu Litauen sanken hingegen auf einen Tiefpunkt herab; die litauische Geschichtsschreibung und das kollektive Bewusstsein haben dieses Trauma bis heute nicht verwunden.
Das Verhältnis zur britischen Regierung unter David Lloyd George war gestört, wobei die britische Seite selbst gespalten war. Eine Gruppe unter Winston Churchill wollte Polen unterstützen, während der Regierungschef selbst dagegen eintrat, da ihm Piłsudski zu wenig die Interessen der Entente berücksichtigt hatte. Schon während des Krieges wuchsen die polnischen Beschwerden über die mangelnde Unterstützung ihrer Verbündeten. So schrieb der polnische Premierminister Ignacy Jan Paderewski anklagend an die britische Regierung im Oktober 1919: „Die Versprechungen des Herrn Lloyd George zur Unterstützung unserer Armee vom 27. Juni sind nicht zustande gekommen.“
Ebenfalls waren die Polen von Frankreich enttäuscht, da sie sich mehr materielle Hilfe versprochen hatten. Der Chef der französischen Militärmission Maxime Weygand wurde infolgedessen von den Entscheidungen ausgeschlossen und regelrecht vorgeführt, da er der polnischen Sprache nicht mächtig war. Dies hielt die französische Regierung nicht davon ab, ihn bei seiner Rückkehr als Helden zu feiern, wodurch sie unter Alexandre Millerand innenpolitisch Prestige gewinnen konnte. Infolgedessen wurden die polnisch-französischen Beziehungen auch ein Jahr später mit einem Staatsbesuch Piłsudskis normalisiert.
Gegenüber der Sowjetunion zementierte der Krieg einen unüberwindbaren Gegensatz. Dieser förderte einen Revanchegedanken innerhalb der politischen Führungen. So sicherte sich der auch am Polnisch-Sowjetischen Krieg beteiligte Stalin im geheimen Zusatzprotokoll des Deutsch-sowjetischen Nichtangriffspaktes vom 23. August 1939 die Gebiete, die 1920 den Polen übergeben worden waren. Zur Rechtfertigung der Curzon-Linie als sowjetischer Westgrenze schrieb Stalin 1944 dem US-Präsidenten Franklin D. Roosevelt, dass der Friedensvertrag von Riga Sowjetrussland „in schwerer Stunde aufgezwungen“ worden sei.

### Für andere Staaten
In Sowjetrussland verstärkte der Krieg gegen Polen zusammen mit dem Russischen Bürgerkrieg die wirtschaftliche Krise. Diese konnte durch den Aufbau der Plan- und Kommandowirtschaft unter Lenin nicht beseitigt werden, sondern wurde nur noch verschlimmert. Somit waren beide Kriege ein Faktor für die kurzzeitig pragmatischere Neue Ökonomische Politik der Sowjetunion zwischen 1921 und 1928. Lenin brandmarkte seine eigene vormals verfolgte Politik als Kriegskommunismus.
Doch der Ausgang des Krieges hatte nicht nur Bedeutung für Polen, sondern für das politische Klima in ganz Europa. Die Niederlage der Roten Armee bei Warschau konnte das Vordringen des Kommunismus nach Westen stoppen, so dass Sowjetrussland seine Hoffnungen, die Weltrevolution über die „Leiche Polens“ nach Westeuropa exportieren zu können, vorerst aufgeben musste. Der britische Botschafter in Berlin und Leiter der Mission der Entente in Polen, Lord D’Abernon, fasste seine Wahrnehmung des Konflikts mit folgenden Worten zusammen:

„Wenn Karl Martell die Invasion der Sarazenen mit seinem Sieg in der Schlacht bei Tours nicht aufgehalten hätte, so würde heute in den Schulen von Oxford der Koran gelehrt, und die Schüler würden einem beschnittenen Volk die Heiligkeit und Wahrheit der Lehren des Mohammeds verkünden. Wenn es Piłsudski und Weygand in der Schlacht bei Warschau nicht gelungen wäre, den triumphalen Vormarsch der Roten Armee zu stoppen, so hätte dies nicht nur eine gefährliche Wende in der Geschichte des Christentums zur Folge, sondern eine fundamentale Bedrohung der gesamten westlichen Zivilisation. Die Schlacht bei Tours rettete unsere Vorfahren vor dem Joch des Korans; es ist wahrscheinlich, dass die Schlacht bei Warschau Mitteleuropa und ebenso einen Teil Westeuropas vor einer sehr viel größeren Gefahr rettete: der fanatischen sowjetischen Tyrannei.“

Inwieweit sich die Expansionspläne der Sowjetunion auf ganz Europa erstreckten, ist unter heutigen Historikern umstritten. Dagegen gab es in Deutschland rechtsextreme, völkische Kreise, die den Krieg ganz anders interpretierten, um ihre antisemitische Propaganda zu verbreiten. Sie bedienten sich hierbei des rassistischen Klischees der Gleichsetzung zwischen Judentum und Sowjetsystem. Der Krieg hatte auch Auswirkungen auf die linken Parteien Europas. Gemäßigte sozialistische Parteien wandten sich vom revolutionären Experiment in der Sowjetunion ab, sobald die öffentliche Meinung sie bei der Schlacht um Warschau als Aggressor ansah. Revolutionäre Gruppierungen wurden durch den offensichtlichen Misserfolg des Exports der Revolution gedämpft. So schrieb die KPD-Politikerin Clara Zetkin anlässlich des Friedens von Riga an Lenin:

„Der frühe Frost des Rückzugs der Roten Armee aus Polen vernichtete die revolutionäre Blume […]. Ich beschrieb Lenin, wie es die Vorhut der deutschen Arbeiterklasse befiel […], als die Genossen mit dem Sowjetstern auf ihren Mützen in unmöglich alten Uniformfetzen und Zivilkleidung, mit Bastschuhen und abgerissenen Stiefeln ihre kleinen, munteren Pferde geradewegs auf die deutsche Grenze in Gang setzten.“

Die ukrainischen Gebiete wurden durch den Frieden von Riga auf mehrere Staaten verteilt, Galizien hingegen unter polnischer Flagge vereint. Belarus gab Gebiete ab. Nachdem Polen den östlichen, größeren Teil der Ukraine den Bolschewiki überlassen musste, konnten diese dort ihre Herrschaft weiter festigen. Die ukrainische Nationalbewegung wurde durch den Verlauf des Krieges beendet. Mehrere Bauernaufstände wurden mit überlegener militärischer Gewalt durch die Rote Armee niedergeschlagen; besonders Bauern aus der westlichen Ukraine, die oft noch Bindungen nach Polen oder den nun polnischen Teil hatten, waren schweren Repressalien ausgesetzt. Viele der ersten Insassen der Gulags waren neben Balten Ukrainer. Erst die durch die Kollektivierung ausgelöste Hungersnot von 1933 konnte den letzten Widerstand gegen die Sowjetisierung brechen.

## Opfer des Krieges
Über das Schicksal der Kriegsgefangenen hat es bis zum Zusammenbruch des Ostblocks 1990 keine offene Diskussion gegeben. Beide Staaten machten während des Krieges eine wirtschaftliche Krise durch und waren oft nicht in der Lage, ihre eigene Bevölkerung angemessen zu versorgen. Aus diesem Grund war die Versorgung der Kriegsgefangenen oft unzureichend.
Tausende Gefangene beider Seiten starben an der Spanischen Grippe, die nach dem Weltkrieg global wütete. Im polnischen Internierungslager in Tuchola starben bspw. 2561 Gefangene im Zeitraum Februar von Mai 1921. In den polnischen Internierungslagern starben infolge von Epidemien, Unterernährung und Unterkühlung laut gemeinsamen polnisch-russischen wissenschaftlichen Untersuchungen insgesamt von 16.000–17.000 (polnische Schätzung) bis 18.000–20.000 (russische Schätzung) der auf 110.000 bis 157.000 geschätzten sowjetischen Kriegsgefangen. Die Anzahl der polnischen Soldaten in der sowjetischen Kriegsgefangenschaft in den Jahren 1919–1922 wird auf ca. 60.000 geschätzt.
Auch die militärischen Einheiten handelten äußerst brutal. Beide Seiten versuchten tatsächliche oder erfundene Verbrechen der Gegenseite propagandistisch auszuschlachten, so dass es schwerfällt, zwischen Mythos und Verbrechen zu unterscheiden. Einige Fakten sind allerdings heute zweifelsfrei belegt. Die polnische Armee erhielt von der Regierung die Order, jegliche Sympathisantentätigkeit gegenüber den Kommunisten zu unterbinden. Dies stellte einen Freibrief zur Gewaltanwendung dar, der vor allem die ukrainische und belarussische Bevölkerung hart traf. Bei einem exemplarischen Fall wurde im April 1919 bei Vilnius eine junge Frau, angeblich kommunistische Sympathisantin von polnischen Truppen getötet, ihre Leiche verstümmelt und öffentlich zur Schau gestellt.
Doch auch auf sowjetischer Seite kam es zu Übergriffen gegen die Bevölkerung und den Kriegsgegner. Die Rote Armee praktizierte auch hier ihre im Bürgerkrieg angewandte Methode der Geiselnahme von Zivilisten, um entweder die örtliche Bevölkerung zur Kooperation zu bewegen oder um mögliche Freischärler abzuschrecken. In einem Fall wurden diese Geiseln sogar zu militärischen Übungszwecken mit Säbeln ermordet. Des Weiteren nahmen die Bolschewiki keine Gefangenen, wenn sie keine Möglichkeit sahen, diese nach dem Gefecht entsprechend „sicher“ zu verwahren. Kurz vor dem Rückzug aus Lida ermordeten Soldaten der Roten Armee sämtliche polnischen Gefangenen in der Stadt. Bei diesem Vorfall kam es auch zu Leichenschändungen. Als exemplarischer Fall sei Wilna angemerkt. Während der sowjetischen Besatzung von Juli bis Oktober 1920 wurden 2.000 Bürger getötet, vor allem durch die Tscheka. Durch die polnischen Besatzungstruppen im April 1920 hatten 65 Einwohner der Stadt den Tod gefunden. Die Einwohnerzahl der Stadt hatte 1919 rund 123.000 betragen. Es gab aber auch Orte wie Węgrów, in denen die Besatzung durch die roten Truppen friedlich verlief.
Besonders hart traf es die jüdische Gemeinde, die von beiden Seiten als Feind angesehen wurde. Die Polen waren misstrauisch gegenüber der städtischen Intelligenzija, der viele Juden angehörten. Diese bekam deshalb die staatlich sanktionierte Gewalt stärker zu spüren. Die Kommunisten verdächtigten reiche jüdische Bürger und auch jüdische Kleinhändler und Handwerker der Sympathie für ihre Gegner. Dazu kamen noch Pogrome der lokalen Bevölkerung, die oft von den Krieg führenden Parteien gefördert wurden. So ist ein Fall in Łuków belegt, bei dem polnische Truppen aktiv an einem Pogrom beteiligt waren. Die Bevölkerung plünderte jüdische Geschäfte, und der örtliche Rabbi wurde in einem Streit mit einem polnischen Offizier verletzt. Als demütigende Maßnahme zwangen die polnischen Soldaten die jüdische Bevölkerung, die öffentlichen Latrinen zu reinigen. Die ukrainischen Verbündeten der Polen unter Petljura werden des Weiteren für eine große Zahl an Pogromen und Massenmorden gegen die jüdische Bevölkerung verantwortlich gemacht. Während Petljura antisemitische Gewalt zwar verbal zurückwies, aber faktisch seine Untergebenen bei Gewalttaten gegen Juden gewähren ließ, gingen die Offiziere der Roten Armee scharf gegen antisemitische Gewalt vor. Die Täter mussten mit empfindlichen Sanktionen bis hin zur Todesstrafe rechnen, so dass antisemitische Exzesse auf sowjetischer Seite durchschnittlich weniger Todesopfer forderten.   Abschließend lässt sich sagen, dass der Umfang der staatlichen Repression, Massenhinrichtungen, Plünderungen und Pogrome bis heute nicht ausreichend quantifiziert ist. Der Historiker Reinhard Krumm schreibt von 60.000 getöteten Juden bei über 1.200 Pogromen.
Schätzungen über die militärischen Verluste belaufen sich auf 431.000 Soldaten für die Rote Armee in beiden Kriegsjahren. Die polnischen Truppen verloren 1920 202.000 Soldaten, wobei diese Zahl sowohl Verwundete, Tote als auch Gefangene umfasst.

## Film und Fernsehen
- 1920. Wojna i miłość (1920. Krieg und Liebe, polnische Fernsehserie 2010/11, 13 Episoden, mit Mirosław Baka als Józef Piłsudski)
- 1920 – Die letzte Schlacht (1920 Bitwa Warszawska, POL 2011, Regie: Jerzy Hoffman)